# Chilly-Mazarin
Chilly-Mazarin  [ʃiji mazaʁɛ̃] je francouzská obec v departementu Essonne v regionu Île-de-France.

## Poloha
Město Chilly-Mazarin se nachází asi 17 km jihozápadně od Paříže. Obklopují ho obce Wissous na severu a severovýchodě, Morangis na východě, Longjumeau na jihovýchodě, na jihu a na jihozápadě, Champlan na západě a Massy na severozápadě.

## Vývoj počtu obyvatel
Počet obyvatel

## Pamětihodnosti
- kostel svatého Štěpána z 12. století
- zámek Chilly-Mazarin ze 17. století, dnes sídlo radnice
- zámek Bel Abord ze 17. století

## Partnerská města
- Carlet (Španělsko)
- Diéma (Mali)